# Carl Meijerberg
Carl Jonas Meijerberg, född 8 oktober 1816 i Lockne socken, död 8 december 1903 i Stockholm, var en svensk skolman och politiker.
Efter studier vid Uppsala universitet arbetade Carl Meijerberg som informator och lärare innan han 1842 blev rektor för Göteborgs realgymnasium. Åren 1845–1863 var han föreståndare för Meijerbergska skolan i samma stad. Han var också folkskoleinspektör i Göteborgs och Bohus län 1861–1862 samt i Stockholm 1863–1888.
Mellan 1867 och 1869 var han riksdagsledamot (Nyliberala partiet) i andra kammaren för Stockholms stads valkrets. Han var bland annat ledamot av särskilda utskottet under 1867. Som politiker drev han inte minst folkskolefrågor.